# Абдулах Мутапчић
Абдулах Мутапчић (Зеница, 1. јануар 1932 — Сарајево, 29. октобар 2013) био је друштвено-политички радник СР Босне и Херцеговине.

## Биографија
Рођен је 1932. године.
Од 1970. до 1974. године био је градоначелник Зенице.
Од маја 1988. до 30. јуна 1989. године био је председник Централног комитета Савеза комуниста Босне и Херцеговине.